# Cratomorphus frankeae
Cratomorphus frankeae là một loài bọ cánh cứng trong họ Đom đóm (Lampyridae). Loài này được Bohorquez miêu tả khoa học năm 1993.